# Lhok Kuyun
Lhok Kuyun is een bestuurslaag in het regentschap Aceh Utara van de provincie Atjeh, Indonesië. Lhok Kuyun telt 347 inwoners (volkstelling 2010).